# Miro Gavran
Miro Gavran (Gornja Trnava, (Horvátország) 1961 –) horvát próza-, dráma- és versíró.

## Élete
1961-ben született egy Gornja Trnavában, egy szlavóniai faluban. Szülei mind a ketten tanárok voltak. A Zágrábi Színakadémia dráma szakon szerzett diplomát. A Zágrábi Teatar ITD dramaturgja és színházigazgatója volt. 1993 óta hivatásos íróként él és dolgozik. Szín- és prózaművei számos horvát és külföldi antológiába és tanulmányba kerültek, életművét a világ számos egyetemén tanulmányozzák.
1983-ban vált ismertté „Kreón Antigonéja“ című drámájával, melyet a zágrábi Gavella Drámaszínházban mutattak be. Művének központi témája a politikai manipuláció. Azóta más témákkal is foglalkozik: bibliai személyek, férfi-női kapcsolatok, gyermekkor.
Műveit 40 nyelvre fordították le. Előadásait több mint négymillió néző látta.
Szlovákiában 2003, Lengyelországban 2013, Csehországban 2016 és Németországban 2019 óta rendszeresen megrendezik az ún. Gavranfestet, ahol kizárólag Miro Gavran műveit adják elő.
Húszéves kora óta Zágrábban él, ahol megismerte későbbi feleségét, Mladena Dervenkar színésznőt, akivel 2002-ben alapították a Teatar Gavran társulatot. Fiúk, Jakov színész.

## Színházi bemutatói 1983 és 2018 között[3]
Bel- és külföldön a legtöbbször játszott kortárs horvát drámaíró.
| Ország                | Bemutatók száma |
| --------------------- | --------------- |
| Albánia               | 7               |
| Argentina             | 2               |
| Ausztrália            | 1               |
| Ausztria              | 3               |
| Belgium               | 2               |
| Bosznia-Hercegovina   | 23              |
| Brazília              | 2               |
| Bulgária              | 10              |
| Cseh Köztársaság      | 23              |
| Chile                 | 1               |
| Dánia                 | 1               |
| Észtország            | 2               |
| Franciaország         | 5               |
| Görögország           | 3               |
| Hollandia             | 2               |
| Horvátország          | 85              |
| India                 | 12              |
| Izrael                | 2               |
| Japán                 | 1               |
| Koszovó               | 7               |
| Kuba                  | 1               |
| Lengyelország         | 26              |
| Lettország            | 4               |
| Litvánia              | 5               |
| Macedónia             | 4               |
| Magyarország          | 7               |
| Montenegró            | 3               |
| Nagy Britannia        | 1               |
| Németország           | 7               |
| Olaszország           | 3               |
| Oroszország           | 17              |
| Románia               | 5               |
| Szerbia               | 20              |
| Szlovákia             | 19              |
| Szlovénia             | 18              |
| USA                   | 18              |
| Összes bemutató száma | 352             |

## Magyar premierjei[3]
Magyarországi bemutatók
- 1. Dr. Freud páciense – Pécsi Nemzeti Színház, Pécs (1997)
- 2. Dr. Freud páciense – Pécsi Horvát Színház, Pécs (1997) (horvát nyelven)
- 3. Kreón Antigonéja – Miroslav Krleža Horvát Színház, Budapest (1998) (horvát nyelven)
- 4. Vidám négyesfogat – Pécsi Horvát Színház, Pécs (2006) (horvát nyelven)
- 5. Felszarvazottak – Pécsi Horvát Színház, Pécs (2010) (horvát nyelven)
- 6. A feleségem férjének visszatérése – Pécsi Horvát Színház, Pécs (2010) (horvát nyelven)
- 7. A baba – Karinthy Színház, Budapest (2018)
- 8. Kreón Antigonéja – Páholy Ifjúsági Színház, Debrecen (2019)
- 9. A feleségem férje és A feleségem férjének visszatérése – Pécsi Horvát Színház, Pécs (2020) (horvát nyelven)

Határon túli magyar nyelvű bemutatók
- 1. George Washington szerelmei – Újvidéki Színház, Újvidék (1998)
- 2. Fagyi – Tomcsa Sándor Színház, Székelyudvarhely (2019)
- 3. Az elnök szerelmei – Madách Amatőr Színház, Nagybecskerek (2019)

## Magyar nyelven publikált művei
- A baba – Szinhaz.net online folyóirat 2017. december 22.
- Fagyi – Szinhaz.net online folyóirat 2018. augusztus 09.
- Kreón Antigonéja – Szinhaz.net online folyóirat 2019. január 30.
- Felejtsd el Hollywoodot! – Szinhaz.net online folyóirat 2019. július 31.
- Sör – Híd Folyóirat – kiadja a Fórum Könyvkiadó Intézet, Újvidék, 2019. novemberi szám
- Amikor meghal a színész – Szinhaz.net online folyóirat 2020. június 30.
- A kisállatorvos – Híd Folyóirat – kiadja a Fórum Könyvkiadó Intézet, Újvidék, 2020. októberi-novemberi szám
- Kafka barátja (részlet) – Tiszatájonline.hu – a Tiszatáj folyóirat online verziója 2021. január 15.
- Kacagás és könnyek (drámakötet) – ITG d.o.o., Zágráb, 2020

## Drámái
Legkiemelkedőbb drámái:
- Kreontova Antigona – Kreón Antigonéja
- Noć bogova – Az istenek éjszakája
- Ljubavi Georgea Washingtona- George Washington szerelmei
- Čehov je Tolstoju rekao zbogom – Csehov búcsút intett Tolsztojnak
- Najduži dan Marije Terezije – Mária Terézia leghosszabb napja
- Kraljevi i konjušari – Királyok és lovászok
- Shakespeare i Elizabeta – Shakespeare és Erzsébet
- Pacijent doktora Freuda – Doktor Freud páciense
- Muž moje žene – A feleségem férje
- Kad umire glumac – Amikor meghal a színész
- Zaboravi Hollywood – Felejtsd el Hollywoodot
- Sve o ženama – Mindent a nőkről
- Sve o muškarcima – Mindent a férfiakról
- Vozači za sva vremena – Örök sofőrök
- Hotel Babilon – Babilon Hotel
- Kako ubiti predsjednika – Hogyan öljük meg az elnököt
- Zabranjeno smijanje – Tilos a nevetés
- Nora danas – Mai Nóra
- Parovi – Párok
- Pivo – Sör
- Sladoled – Fagyi
- Kuća iz snova – Az álomház

## Díjai
Gavran több mint húsz horvát és külföldi irodalmi és színházi díjat nyert, köztük a legjobb közép-európai írók életművéért járó Central European Time díjat 1999-ben Budapesten, továbbá írásaiban az európai értékek erősítéséért járó Európai Kör díjat 2003-ban.
A Večernji list horvát napilap kétszeres díjazottja „Az én jó apám” és „A medvementés” novellákért.
A Horvát Kulturális Minisztérium Marin Držić drámai-díjának négyszeres nyertese az alábbi szövegekért: „Amikor a színész meghal“, „Tilos a nevetés“, „Mai Nora“ és „A világ legőrültebb előadása“
„Kafka barátja“ című regényéért 2012-ben elnyerte a Horvát Művészeti és Tudományos Akadémia díját.
„Az elfelejtett fiú“ című regényét 2002-ben beválogatták a bázeli (Svájc) Ibby Hour List-be, míg „Az álomtanárnő“ különdíjat nyert a Szófiai Nemzetközi Irodalmi Fesztiválon (Bulgária).
Gyermekkönyvei közül kettő jelentős horvát irodalmi díjat nyert: a „Mindenféle gondolatok a fejemben“ Ivana Brlić Mažuranić-díjat, a „Boldog napok“ és az „Emlékezetes nyár“ pedig Mato Lovrak-díjat.
Televíziós filmjeleneteket is írt: „A nagyszülők elválnak“ és „Tilos a nevetés“. Vilniusban (Litvánia) a „Papucsok“ című vígjátéka alapján 2013-ban bemutatták a „Hogyan raboljuk el a feleséget“ című litván nyelvű filmet, melynek az első hónapban több százezer litván nézője volt.
Egyike azon ritka európai drámaíróknak, aki 1999-ben részt vett saját drámája premierjén a legjelentősebb amerikai színházban az Eugene O'Neill Theater Center-ben, Waterfordban. Ez volt a „Királyok és lovászok“.
A német Anton Hiersemann Stuttgart Kiadó, ami az elmúlt hatvan évben a Bécsi Egyetem Színművészeti Intézményével háromévente közösen kihirdeti a világ legjobb drámaíróit, 2007 tavaszán egyszerre három Gavran-szöveget válogatott be, amelyeknek címe: „Kreón Antigonéja”, „George Washington szerelmei“ és „Az istenek éjszakája”.
2013-ban a horvát Mali Lošinj díszpolgárává avatták.
2014 áprilisában Moszkvában az Orosz Irodalmi Akadémia tagjává, ugyanezen év májusában a Horvát Tudományos és Művészeti Akadémia munkatársává választották. 2016 novemberében Gavrant a Szláv Irodalmi és Művészeti Akadémia tagjává választották, székhelye Várnában található (Bulgária).
2016-ban az Andersen-díj horvát jelöltje volt, mely a legjelentősebb gyermekirodalmi díj. Januárban a horvát-szlovák színházi és irodalmi együttműködésben való többéves tevékenységért elnyerte Szlovák Köztársaság külügyi és Európa-ügyi minisztériumának ezüstérmét. Ugyanezen év augusztusában a horvát irodalom bel- és külföldi népszerűsítéséért a horvát elnökasszony Branimir fejedelem-rendjellel tüntette ki. (forrás: http://www.mirogavran.com/awards Archiválva 2017. február 27-i dátummal a Wayback Machine-ben)

## Regényei
- Zaboravljeni sin – Az elfeledett fiú (1989)
- Kako smo lomili noge – Hogyan törtük a lábainkat (1995)
- Judita – Judit (2001)
- Krstitelj – Keresztelő János (2002)
- Poncije Pilat – Poncius Pilátus (2004)
- Jedini svjedok ljepote – A szépség egyetlen tanúja (2009)
- Kafkin prijatelj – Kafka barátja (2011)
- Nekoliko ptica i jedno nebo – Néhány madár és egy égbolt (2016)

## Gyermek- és ifjúsági regényei
- Svašta u mojoj glavi – Mindenféle gondolatok a fejemben (1991)
- Oproštajno pismo – A búcsúlevél (1994)
- Kako je tata osvojio mamu – Apa hogyan hódította meg anyát (1994)
- Halo ljubavi – Halló, szerelmem! (1994)
- Zaljubljen do ušiju – Fülig szerelmes (1994)
- Sretni dani – Boldog napok (1994)
- Pokušaj zaboraviti – Próbáld meg elfelejteni! (1996)
- Profesorica iz snova – Az álomtanárnő (2006)
- Ljeto za pamćenje – Emlékezetes nyár (2015)

## Fordítás
- Ez a szócikk részben vagy egészben  a   Miro Gavran című horvát Wikipédia-szócikk fordításán alapul.  Az eredeti cikk szerkesztőit annak laptörténete sorolja fel. Ez a jelzés csupán a megfogalmazás eredetét és a szerzői jogokat jelzi, nem szolgál a cikkben szereplő információk forrásmegjelöléseként.